# غلام نبی کلی
غلام نبی کلی (به لاتین: Ghulam Nabi Kelay) یک منطقهٔ مسکونی در افغانستان است که در ولایت هلمند واقع شده‌است.